# Thomas Seltz
Pour les articles homonymes, voir Seltz (homonymie).
Thomas Seltz est un journaliste et un homme politique français né le 21 décembre 1872 à Artolsheim, dans le Bas-Rhin, et mort le 17 juillet 1959 à Vittefleur, en Seine-Inférieure.

## Biographie
Après de brillantes études de lettres et de sciences économiques, il entre comme journaliste à l'Elsaesser, dont il devient rédacteur en chef en 1906. Il milite également dans de nombreux organismes chrétiens, s'affirmant comme le leader catholique de Strasbourg.
Lorsque l'Alsace redevient française, il est nommé membre de la Commission municipale de Strasbourg et participe à la création de l'Union populaire républicaine, qui dominera la vie politique régionale jusqu'à la chute de la Troisième République. Candidat aux élections législatives de 1919 sur les listes du Bloc national, il est élu et s'inscrit au groupe de l'Entente républicaine démocratique, affilié à la conservatrice Fédération républicaine.
Systématiquement réélu jusqu'en 1940, il siège entre 1924 et 1936 au sein de groupes affiliés au Parti démocrate populaire, formation nationale des démocrates-chrétiens français. En 1936, il rejoint le groupe constitué par les députés de l'UPR et de l'Union républicaine lorraine, les Indépendants d'action populaire. Il est également conseiller général d'Erstein.
Autonomiste modéré, il soutient inlassablement l'appartenance de l'Alsace à la France. Le 10 juillet 1940, il vote en faveur de la remise des pleins pouvoirs au Maréchal Pétain. Il ne retrouve pas de mandat parlementaire après la Seconde Guerre mondiale.

## Sources
- « Thomas Seltz », dans le Dictionnaire des parlementaires français (1889-1940), sous la direction de Jean Jolly, PUF, 1960 [détail de l’édition]